# Districtul Tron
Tron (în thailandeză ตรอน) este un district (Amphoe) din provincia Uttaradit, Thailanda, cu o populație de 35.036 de locuitori și o suprafață de 314,501 km².

## Componență
Districtul este subdivizat în 5 subdistricte (tambon), care sunt subdivizate în 47 de sate (muban).
| Nr. | Nume           | În thailandeză | Sate | Locuitori |
| --- | -------------- | -------------- | ---- | --------- |
| 1.  | Wang Daeng     | วังแดง          | 12   | 11,091    |
| 2.  | Ban Kaeng      | บ้านแก่ง         | 10   | 07,567    |
| 3.  | Hat Song Khwae | หาดสองแคว      | 07   | 04,148    |
| 4.  | Nam Ang        | น้ำอ่าง          | 10   | 07,975    |
| 5.  | Khoi Sung      | ข่อยสูง          | 08   | 04,255    |